# Bembézar (Hornachuelos)
Bembézar, antiguamente denominada Bembézar del Caudillo, es una localidad situada en el municipio español de Hornachuelos, en la provincia de Córdoba, comunidad autónoma de Andalucía. Se encuentra ubicada junto a las localidades de Mesas de Guadalora y Céspedes.

## Historia
Esta población fue creada por iniciativa del Instituto Nacional de Colonización, al pasar el territorio de secano a regadío gracias al nuevo embalse de Bembézar. El diseño del poblado corrió a cargo del arquitecto Francisco Giménez de la Cruz, cuyo proyecto es de 1958. Las viviendas y edificios principales fueron levantados algún tiempo después, completándose las obras en 1963. Bembézar del Caudillo estaba situada dentro del término municipal de Hornachuelos. Los colonos que se asentaron en la zona procedían en parte de Hornachuelos y en parte de Palma del Río.
En 2016 el pleno del Ayuntamiento de Hornachuelos acordó que la localidad pasara a ser conocida como «Bembézar», eliminando del nombre la referencia al dictador Francisco Franco.